# Metal Slug 7
Metal Slug 7 (メタルスラッグ7 Metaru Suraggu 7?) es un videojuego de tipo run and gun lanzado para la consola portátil Nintendo DS y octavo título de la franquicia Metal Slug. Se anunció en la edición de septiembre de 2007 de la revista Famitsu y es el primer juego de la serie principal que no es lanzado inicialmente a las máquinas arcade. El juego fue lanzado en Japón el 22 de julio de 2008 y el 28 de noviembre de 2008 en Estados Unidos por Ignition Entertainment. 
Una versión mejorada para la PlayStation Portable llamada Metal Slug XX (メタルスラッグ XX?  o Metal Slug Double X), fue lanzada el 23 de diciembre de 2009 en Japón. Esta versión cuenta con contenido adicional así como un modo multijugador.

## Historia
El escuadrón de Halcones Peregrinos (PF Squad), los Ikari Warriors, y los Gorriones (Sparrows), una vez más están en la búsqueda del General Morden y su ejército. Su misión es atrapar al General Morden y evitar sus intentos de otro golpe de Estado contra el gobierno. Sin embargo, tan pronto como Morden es derrotado, un extraño ejército del futuro vino en su ayuda. Ahora, ellos deben hacer frente a Morden, una vez más y esta vez, poner fin a sus planes de una vez por todas.

## Modo de juego
El juego cuenta con siete misiones y tres dificultades: Principiante, Normal y Difícil. Metal Slug 7 utiliza la pantalla táctil del Nintendo DS como un mapa para la misión, haciendo más fácil al jugador encontrar a los prisioneros, armas y vehículos. La versión del PSP, se retira este mapa, pero se agrega un modo multijugador mediante conexión Wi-Fi.
Con la dificultad elegida tan solo cambia la velocidad y resistencia de los enemigos conservando sus animaciones y ataques mientras que el resto del juego (escenarios, tiempo, número de misiones y ending no sufren cambios)
Se puede aumentar el tiempo de cada misión hasta 90 pero no permite bajarlo de 60
El ending es el mismo que en el Metal Slug XX  
Una nueva arma llamada "Thunder Shot" (T) es agregada a este título, así como tres vehículos nuevos: Slug Truck, Slug Gigant y el Heavy Armor.

## Personajes
- Marco Rossi
- Tarma Roving
- Fiolina Germi
- Eri Kasamoto
- Ralf Jones
- Clark Still
- Leona Heidern (Desbloqueable en Metal Slug XX)